# Opius telamonis
Opius telamonis är en stekelart som beskrevs av Fischer 1970. Opius telamonis ingår i släktet Opius och familjen bracksteklar. Inga underarter finns listade i Catalogue of Life.